# Bårajávrre
Bårajávrre, enligt tidigare ortografi Pärajaure, är en sjö i Jokkmokks kommun i Lappland och ingår i Luleälvens huvudavrinningsområde. Sjön har en area på 0,839 kvadratkilometer och ligger 768 meter över havet. Bårajávrre ligger i Sarek Natura 2000-område. Sjön avvattnas av ett namnlöst biflöde till Låddejåhkå som mynnar i Vásstenjávrre.

## Delavrinningsområde
Bårajávrre ingår i det delavrinningsområde (748177-155882) som SMHI kallar för Utloppet av Pärajaure. Medelhöjden är 823 meter över havet och ytan är 5,18 kvadratkilometer. Det finns inga avrinningsområden uppströms utan avrinningsområdet är högsta punkten. Vattendraget som avvattnar avrinningsområdet har biflödesordning 3, vilket innebär att vattnet flödar genom totalt 3 vattendrag innan det når havet efter 417 kilometer. Avrinningsområdet består mestadels av kalfjäll (83 procent). Avrinningsområdet har 0,89 kvadratkilometer vattenytor vilket ger det en sjöprocent på 17,2 procent.